# Konrad Głębocki
Konrad Zygmunt Głębocki (ur. 13 maja 1972 w Częstochowie) – polski ekonomista, nauczyciel akademicki, polityk i samorządowiec, doktor habilitowany nauk ekonomicznych, profesor nadzwyczajny Politechniki Częstochowskiej, poseł na Sejm VIII kadencji, w 2018 ambasador RP we Włoszech, akredytowany także w San Marino.

## Życiorys
Ukończył w 1997 studia prawnicze na Wydziale Prawa, Administracji i Ekonomii Uniwersytetu Wrocławskiego, odbył studia podyplomowe na University of Sussex w Brighton. W 2003 uzyskał stopień doktora nauk ekonomicznych ze specjalnością nauk o zarządzaniu na podstawie pracy pt. Wpływ funduszy strukturalnych Unii Europejskiej na planowanie rozwoju województw. W 2010 habilitował się również w zakresie nauk ekonomicznych.
Zawodowo związany z Politechniką Częstochowską, gdzie doszedł do stanowiska profesora nadzwyczajnego w Instytucie Socjologii i Psychologii Zarządzania oraz kierownika Zakładu Zarządzania Publicznego i Prawa na Wydziale Zarządzania. Był także wykładowcą w Wyższej Szkole Handlowej im. Króla Stefana Batorego w Piotrkowie Trybunalskim.
Związany ponadto z samorządem terytorialnym. W wyborach samorządowych w 1998 bezskutecznie ubiegał się o mandat radnego Częstochowy z listy Akcji Wyborczej Solidarność. W 2002 po raz pierwszy został wybrany na radnego rady miasta z ramienia lokalnego ugrupowania Wspólnota Samorządowa, założonego przez Tadeusza Wronę. W 2006 i 2010 z listy tego stowarzyszenia wybierany na kolejne kadencje, był wiceprzewodniczącym rady miejskiej, a także przewodniczącym Wspólnoty Samorządowej. W wyborach samorządowych w 2014 po raz czwarty uzyskał mandat radnego, startując jako kandydat Prawa i Sprawiedliwości (w ramach współpracy WS z PiS). Klub radnych tej partii został najliczniejszą frakcją w radzie miejskiej. Jako radny popierał zakaz sprzedaży alkoholu w rejonie miasteczka akademickiego, sprzeciwiał się budowie w mieście kasyna i podkreślał odrębność historyczną oraz kulturową Częstochowy od Śląska.
W 2007 i 2011 bez powodzenia kandydował z własnego komitetu wyborczego do Senatu. W 2015 wystartował w wyborach parlamentarnych z siódmego miejsca na liście PiS do Sejmu w okręgu częstochowskim. Uzyskał 11 761 głosów, co zapewniło mu mandat posła VIII kadencji z drugim wynikiem wśród kandydatów swojego ugrupowania.
W lutym 2018 został kandydatem na ambasadora RP we Włoszech. Nominację na to stanowisko otrzymał postanowieniem prezydenta Andrzeja Dudy z 5 czerwca 2018, został równocześnie akredytowany w Republice San Marino. W konsekwencji tego samego dnia wygasł jego mandat poselski, a nowym posłem został dotychczasowy wicewojewoda śląski Mariusz Trepka. Postanowienie stwierdzające wygaśnięcie mandatu z dniem 5 czerwca 2018, mające według poglądów większości doktryny prawniczej charakter deklaratoryjny, zostało przez marszałka Sejmu Marka Kuchcińskiego wydane 2 lipca 2018; wcześniej między 6 a 15 czerwca Konrad Głębocki wziął udział w 175 głosowaniach w Sejmie.
10 września 2018 złożył listy uwierzytelniające i oficjalnie rozpoczął pełnienie funkcji ambasadora. Po kilku tygodniach podał się do dymisji. W listopadzie 2018 zakończył urzędowanie na stanowisku ambasadora, po czym powrócił do pracy na uczelni.

## Życie prywatne
Konrad Głębocki jest żonaty, ma córkę.